# Titularbistum Pauzera
Pauzera ist ein Titularbistum der römisch-katholischen Kirche.
Die in Nordafrika gelegene Stadt war ein alter römischer Bischofssitz, der im 7. Jahrhundert mit der islamischen Expansion unterging. Er lag in der römischen Provinz Numidien.
| Titularbischöfe von Pauzera |                                   |                                                          |                   |                   |
| Nr.                         | Name                              | Amt                                                      | von               | bis               |
| 1                           | Nicanor Carlos Gavinales Chamorro | Altbischof von Porto Vecchio (Ecuador)                   | 17. Februar 1967  | 22. Dezember 1970 |
| 2                           | José Agustín Ganuza García OAR    | Prälat von Bocas del Toro (Panama)                       | 4. Februar 1972   | 18. November 1977 |
| 3                           | Generoso C. Camiña PME            | Weihbischof in Davao (Philippinen)                       | 9. März 1978      | 20. Dezember 1979 |
| 4                           | Manuel Camilo Vial Risopatrón     | Weihbischof in Santiago de Chile (Chile)                 | 21. März 1980     | 20. Dezember 1983 |
| 5                           | Guillermo Álvaro Ortiz Carrillo   | Weihbischof in Bogotá (Kolumbien)                        | 3. Mai 1986       | 16. Februar 1989  |
| 6                           | Raúl Eduardo Vela Chiriboga       | Bischof in Ecuadorianischen Militärordinariats (Ecuador) | 8. Juli 1989      | 7. März 1998      |
| 7                           | Franklyn Nubuasah SVD             | Apostolischer Vikar von Francistown (Botswana)           | 27. Juni 1998     | 2. Oktober 2017   |
| 8                           | Marcelo Fabián Mazzitelli         | Weihbischof in Mendoza (Argentinien)                     | 10. November 2017 |                   |